# 花江的玫瑰 (1931年電影)
《花江的玫瑰》是一部在1931年上映的荷屬東印度（今印度尼西亞）電影，由鄭丁春監製、執導和拍攝。故事改編自土生華人作家郭德懷在1927年發表的同名小說，講述東印度群島兩代華人錯綜複雜的愛情關係。本片是第一部改編自該小說的電影作品（第二部在1975年上映），也是東印度群島早期的有声电影之一，大受當地華人歡迎，但是音質欠佳，因此被影評人抨擊。這部電影如今很可能已經散佚。

## 劇情
種植園工人胡艾清（Oh Ay Ceng）在父親的安排下和種植園主的女兒月娘（Gwat Nio）訂婚，為此他不得不和心上人玛尔西蒂（Marsiti）分開。玛尔西蒂含淚接受了他的決定，同時請他答應他父親的要求。之後她離開了種植園，含恨而終。後來，月娘的父親告訴他們，玛尔西蒂就是他和土著情婦所生的女兒，還想揭開另一個秘密，但是他還沒開口，就離開了人世。
艾清和月娘的女兒莉莉（Lily）長大後和另一個種植園主的兒子沈勉群（Sim Bian Koen）訂婚，但是後來莉莉去世了，勉群傷心欲絕，更聲言要回廣東參軍，了結自己的生命。回國之前，他回到父親經營的種植園，途中他經過一個墳場，碰到了艾清和玛尔西蒂的私生女羅斯敏娜（Roosminah）。羅斯敏娜的外貌和同父異母姐妹莉莉非常相似，因此勉群看到了她，不禁大吃一驚。電影的結局是兩人共諧連理。

## 製作過程
《花江的玫瑰》的監製、導演兼攝影師鄭丁春是一位華裔電影進口商，在1920年代初到過荷里活學習，之後在上海從事電影業。為了拍攝這部電影，他成立了自己的製片廠——希諾影業公司（Cino Motion Pictures），還從一位在萬隆高級工業學院（Technische Hoogeschool，今万隆理工学院）任教的萊門斯先生（Mr Lemmens）借來了一部單系統攝影機。本片為鄭氏的導演處男作，改編自同名暢銷小說，小說由土生華人作家郭德懷撰寫，在1927年由《全景》週報（Panorama）連載，之後由聯合達利亞歌劇團（Union Dalia Opera）搬上舞台。
第一批在荷屬東印度上映的有声电影是《歌舞昇平》和《彩虹人》（均於1929年面世）。之後當地的戲院繼續放映有聲電影，《花江的玫瑰》是在數年後問世的作品。雖然荷蘭導演G·克魯格爾斯在1930年攝製的影片《捕蛙人卡納迪》使用間場字幕來展現部分情節，只是一部半有聲電影，但是大多數人都認為這就是當地第一部有聲電影。學者廖建裕等人的著作則把《花江的玫瑰》視為當地第一部有聲電影。這些電影插入了很多靜態畫面，音質也不理想。

## 發行、反響及後續
《花江的玫瑰》在1931年上映，對象是當地華人，報導指出，本片大受當地華人歡迎，向土著發售的電影票卻沒有賣完。影評人安查爾·阿斯馬拉在《電影世界》（Doenia Film）雜誌對本片作出猛烈的抨擊，因為這部作品的音質很差。不久後，鄭丁春又把中國民間傳說《梁山伯與祝英台》改編為電影《山伯英台》，對象仍然是華人觀眾。
這部電影如今很可能已经散佚。美国视觉人类学家卡尔·G·海德認為，所有在1950年前制作的印尼电影均已散失。不过，J·B·克里斯坦托（J.B. Kristanto）在《印尼电影目录》中表示，印尼电影资料馆把好几部荷属东印度电影保存下來。印尼電影史學家米斯巴赫·尤薩·比蘭还指出荷兰政府新闻处收藏了几部日本宣传电影，使之留存至今。
1975年，印尼導演楊中義和倫波·乌里普再次把《花江的玫瑰》搬上銀幕。該片片名改以精確拼音拼寫，拼作，華人角色的姓名也換成印尼名字（例如胡艾清改名為維蘭塔、月娘改名為薩爾瑪），但是劇情大綱不變。

## 腳註
1. 1 2 3 4 5  Filmindonesia.or.id, Boenga Roos.
2. 1 2  Biran 2009，第95頁.
3. 1 2  Suryadinata 1995，第43頁.
4. ↑  Biran 2009，第94頁.
5. ↑  Biran 2009，第135頁.
6. ↑  Filmindonesia.or.id, The Teng Chun.
7. ↑  Setiono 2008，第393頁.
8. ↑  Biran 2009，第131–132頁.
9. ↑  Biran 2009，第137頁.
10. ↑  Biran 2009，第136頁.
11. ↑  Biran 2009，第97頁.
12. ↑  Heider 1991.
13. ↑  Biran 2009.
14. ↑  Filmindonesia.or.id, Bunga Roos.

## 外部連結
- 互联网电影数据库（IMDb）上《花江的玫瑰》的资料（英文）